# And If Our God Is for Us...
And If Our God Is for Us... è il decimo album di Chris Tomlin (settimo da solista) ed è stato pubblicato il 16 novembre 2010.

## Le canzoni
1. Our God - 4:47
2. I Will Follow - 3:39
3. I Lift My Hands - 4:38
4. Majesty Of Heaven - 4:48
5. No Chains On Me - 3:52
6. Lovely - 3:53
7. Name Of Jesus  - 4:16
8. All To Us - 6:23
9. Faithful - 4:46
10. Jesus My Redeemer - 4:41
11. Awakening - 4:54
12. Our God (Acoustic) - 4:47
13. I Will Follow (Acoustic) - 3:39
14. Majesty of Heaven  (Acoustic)	4:48	 $1.29
15. Where the Spirit of the Lord Is (Acoustic) - 5:00

Disc 2
1. Love - 4:58
2. I Will Rise - 5:00

- (Materiale bonus DVD)[1]